# 23121 Michaelding
23121 Michaelding este un asteroid din centura principală de asteroizi.

## Descriere
23121 Michaelding este un asteroid din centura principală de asteroizi. A fost descoperit pe 4 ianuarie 2000 la Socorro, New Mexico, în cadrul proiectului LINEAR. Asteroidul prezintă o orbită caracterizată de o semiaxă mare de 2,74 ua, o excentricitate de 0,06 și o înclinație de 6,4° în raport cu ecliptica.